# Жовтець повзучий
Жовте́ць повзу́чий (Ranunculus repens) — квіткова рослина з роду Жовтець (Ranunculus) родини жовтцевих (Ranunculaceae), поширена у Європі, Азії та Північній Африці.

## Ботанічна характеристика

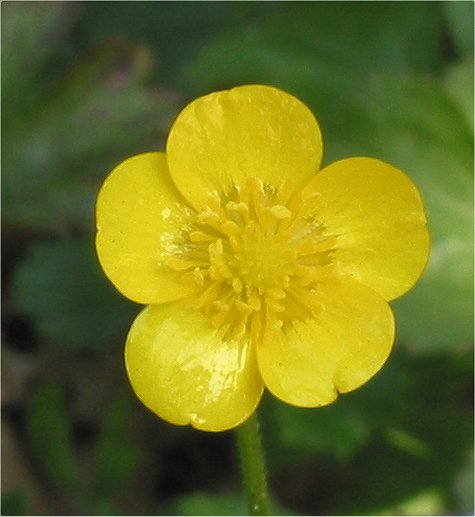
Квітка

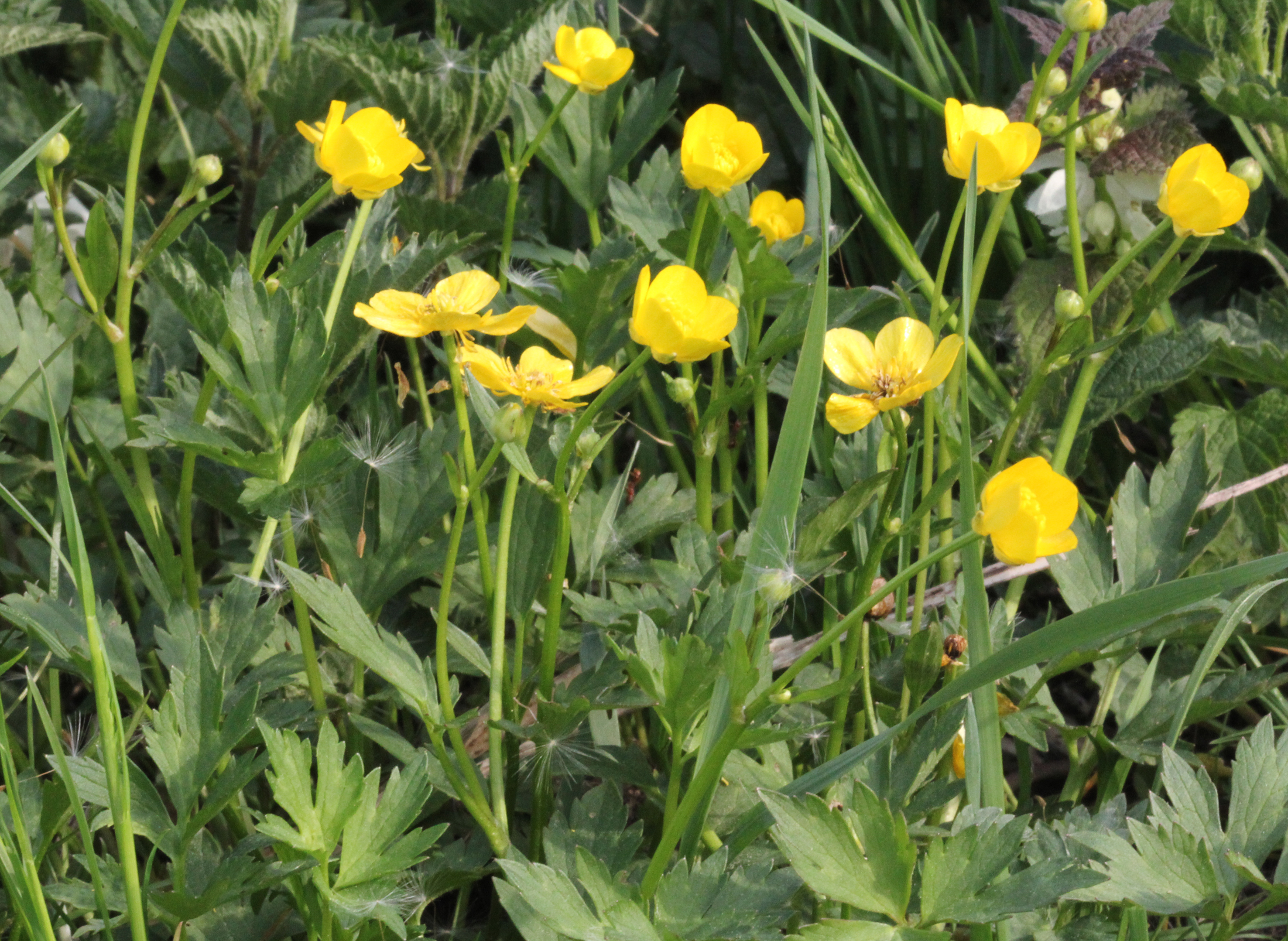
Загальний вигляд

Жовтець повзучий має висхідне розгалужене стебло 15—75 см заввишки з довгими лежачими пагонами, що вкорінюються у вузлах. Листки трійчасті, черешкові. Квітки з п'ятичленною оцвітиною, з багатьма тичинками і маточками.
Багаторічна рослина. Цвіте у травні — серпні, запилюється комахами. Плоди — дрібні сім'янки, зібрані в кулясті невеличкі головки.
Рослина добре розмножується вегетативно за допомогою повзучих прикореневих пагонів. У свіжому стані отруйна для худоби.

## Поширення
Цей вид жовтецю часто трапляється у вільшняках, вологих мішаних і листяних лісах, на лісових болотах. Зростає у країнах Прибалтики, Росії, Білорусі та Україні (на вологих місцях по всій території, крім Полинового степу).

## Використання
У народній медицині рослину використовують лише зовнішньо, оскільки вона досить токсична. При тривалому контакті зі шкірою можливі опіки з утворенням пухирів. 
Збирають надземну частину під час цвітіння, яка містить алкалоїди (0,1 %), дубильні речовини, сапоніни, вітамін C та інші органічні сполуки. Свіжу розім'яту траву застосовують як ранозагоювальний, наривний та бактерицидний засіб.
Сік свіжої рослини чи кашку зі свіжих листків прикладають до бородавок, лікують ними коросту. Компреси зі свіжої трави використовують при міозитах і пухлинах, також при ревматизмі, подагрі, радикулітах, остеохондрозі та артритах.